# Oedignatha shillongensis
Espèce
Oedignatha shillongensis est une espèce d'araignées aranéomorphes de la famille des Liocranidae.

## Distribution
Cette espèce est endémique du Meghalaya en Inde,.

## Description
La femelle holotype mesure 7,80 mm.

## Étymologie
Son nom d'espèce, composé de shillong et du suffixe latin -ensis, « qui vit dans, qui habite », lui a été donné en référence au lieu de sa découverte, Shillong.

## Publication originale
- Biswas & Majumder, 1995 : Araneae: Spider. Fauna of Meghalaya, State Fauna Series. Zoological Survey of India, Kolkata, vol. 4, no 2, p. 93-128 (texte intégral).